# Sławomir Łukasiewicz
Sławomir Łukasiewicz (ur. 20 września 1972 w Lublinie) – historyk XX wieku i historii historiografii. 

## Życiorys
Absolwent historii KUL (1996). W 2004 obronił pracę doktorską Trzecia Europa. Polska myśl federalistyczna w Stanach Zjednoczonych, 1940-1971 (promotor: Jerzy Kłoczowski). Habilitacja w 2015 (Partia w warunkach emigracji. Dylematy Polskiego Ruchu Wolnościowego "Niepodległość i Demokracja" 1945-1994). W latach 2002-2005 był pracownikiem Instytutu Europy Środkowo – Wschodniej w Lublinie. Od 2005 jest pracownikiem Instytutu Pamięci Narodowej, od 2009 kieruje Referatem Badań Naukowych BEP w Oddziale IPN w Lublinie. W 2012 podjął równocześnie pracę w Katedrze Nauk o Polityce w Instytucie Europeistyki KUL, od 2015 dyrektor Instytutu Europeistyki KUL. Zajmuje się m.in. historią polskiej myśli politycznej i historiografii po 1939 roku. 
Był stypendystą programu Fulbrighta.

## Wybrane publikacje
- Churches in the century of the totalitarian systems = Eglises à l'époque des systemes totalitaires, ed. by Jerzy Kłoczowski, Wojciech Lenarczyk, Sławomir Łukasiewicz, Lublin: Instytut Europy Środkowo-Wschodniej 2001.
- O nowy kształt Europy : XX-wieczne koncepcje federalistyczne w Europie Środkowo-Wschodniej i ich implikacje dla dyskusji o przyszłości Europy, red. nauk. Jerzy Kłoczowski, Sławomir Łukasiewicz, Lublin: Towarzystwo Instytutu Europy Środkowo-Wschodniej 2003.
- (współautor) Piotr Wandycz, O federalizmie i emigracji: reminiscencje o rzeczach istotnych i błahych, Lublin 2003.
- Konstytucja europejska w polskiej perspektywie, Lublin: Instytut Europy Środkowo-Wschodniej 2004.
- Historia, pamięć i polityka w polskiej debacie nad konstrukcją europejską, Lublin: Instytut Europy Środkowo-Wschodniej 2005.
- Polacy w europejskim ruchu federalnym po II wojnie światowej, Warszawa: Centrum Europejskie Natolin 2005.
- O jedność Europy : antologia polskiej XX-wiecznej myśli europejskiej, wstęp Łukasz Machaj, Marek Maciejewski, wybór i oprac. tekstów Sławomir Łukasiewicz, Warszawa: Urząd Komitetu Integracji Europejskiej 2007.
- Tajny oręż czy ofiary zimnej wojny? : emigracje polityczne z Europy Środkowej i Wschodniej, pod red. Sławomira Łukasiewicza, Lublin - Warszawa: Instytut Pamięci Narodowej - Komisja Ścigania Zbrodni przeciwko Narodowi Polskiemu 2010.
- Trzecia Europa : Polska myśl federalistyczna w Stanach Zjednoczonych 1940-1971, Warszawa - Lublin: Instytut Pamięci Narodowej - Komisja Ścigania Zbrodni przeciwko Narodowi Polskiemu 2010.
- Partia w warunkach emigracji. Dylematy Polskiego Ruchu Wolnościowego „Niepodległość i Demokracja” 1945–1994, Lublin – Warszawa: Instytut Pamięci Narodowej Oddział w Lublinie - Instytut Studiów Politycznych PAN 2014.